# Ambloy
Ambloy est une commune française située dans le département de Loir-et-Cher, en région Centre-Val de Loire.
Localisée au nord-ouest du département, la commune fait partie de la petite région agricole « la  Gâtine tourangelle », constituée de plateaux séparés par des vallées souvent étroites. Elle est drainée par la Fontaine de Sasnières (2,923 km), le Gondré et par divers petits cours d'eau.
L'occupation des sols est marquée par l'importance des espaces agricoles et naturels qui occupent la quasi-totalité du territoire communal. Aucun espace naturel présentant un intérêt patrimonial n'est toutefois recensé sur la commune dans l'inventaire national du patrimoine naturel. En 2010, l'orientation technico-économique de l'agriculture sur la commune est la culture des céréales et des oléoprotéagineux. À l'instar du département qui a vu disparaître le quart de ses exploitations en dix ans, le nombre d'exploitations agricoles a fortement diminué, passant de 16 en 1988, à 10 en 2000, puis à 8 en 2010.
Avec 185 habitants en 2017, la commune fait partie des 42 communes les plus faiblement peuplées de Loir-et-Cher.

## Géographie

### Localisation et communes limitrophes
La commune d'Ambloy se trouve au nord-ouest du département de Loir-et-Cher, dans la petite région agricole de la Gâtine tourangelle,. À vol d'oiseau, elle se situe à 30,3 km  de Blois, préfecture du département, à 11,6 km de Vendôme, sous-préfecture, et à 9 km de Montoire-sur-le-Loir, chef-lieu du canton de Montoire-sur-le-Loir dont dépend la commune depuis 2015. La commune fait en outre partie du bassin de vie de Montoire-sur-le-Loir.
Les communes les plus proches sont : Sasnières (2,3 km), Huisseau-en-Beauce (3,3 km), Prunay-Cassereau (3,8 km), Villiersfaux (4,5 km), Saint-Amand-Longpré (4,6 km), Houssay (4,9 km), Marcilly-en-Beauce (6,2 km), Saint-Rimay (6,4 km)  et Villavard (6,8 km).
| Houssay          | Villiersfaux | Huisseau-en-Beauce  |
| Sasnières        | Ambloy       |                     |
| Prunay-Cassereau |              | Saint-Amand-Longpré |

### Paysages et relief
Dans le cadre de la Convention européenne du paysage, adoptée le 20 octobre 2000 et entrée en vigueur en France le 1er juillet 2006, un atlas des paysages de Loir-et-Cher a été élaboré en 2010 par le CAUE de Loir-et-Cher, en collaboration avec la DIREN Centre (devenue DREAL en 2011), partenaire financier. Les paysages du département s'organisent ainsi en huit grands ensembles et 25 unités de paysage,. La commune fait partie de l'unité de paysage de « la Gâtine Tourangelle », au sein de l'ensemble des « confins de la Touraine ».
La Gâtine tourangelle se présente comme un plateau agricole aux paysages ouverts marqués par de grands massifs boisés et des boqueteaux épars et de tailles variées. Sur ces terres à la fois lourdes et plus caillouteuses qu'en Beauce, l'agriculture laisse par endroits la place à des bois qui occupent les moins bonnes terres. Globalement aplani, le relief s'anime par endroits de légères ondulations en rebord de la vallée de la Cisse, de la Loire, ou de la Brenne. Ces trois vallées drainent les eaux de surface du plateau à travers des micro-vallons qui se creusent petit à petit en atteignant la couche calcaire sous-jacente. Ces entailles dans le plateau constituent des paysages particuliers, plus verdoyants et intimistes,  bornés par les coteaux boisés.
L'altitude du territoire communal varie de 99 mètres à 134 mètres,.

### Hydrographie

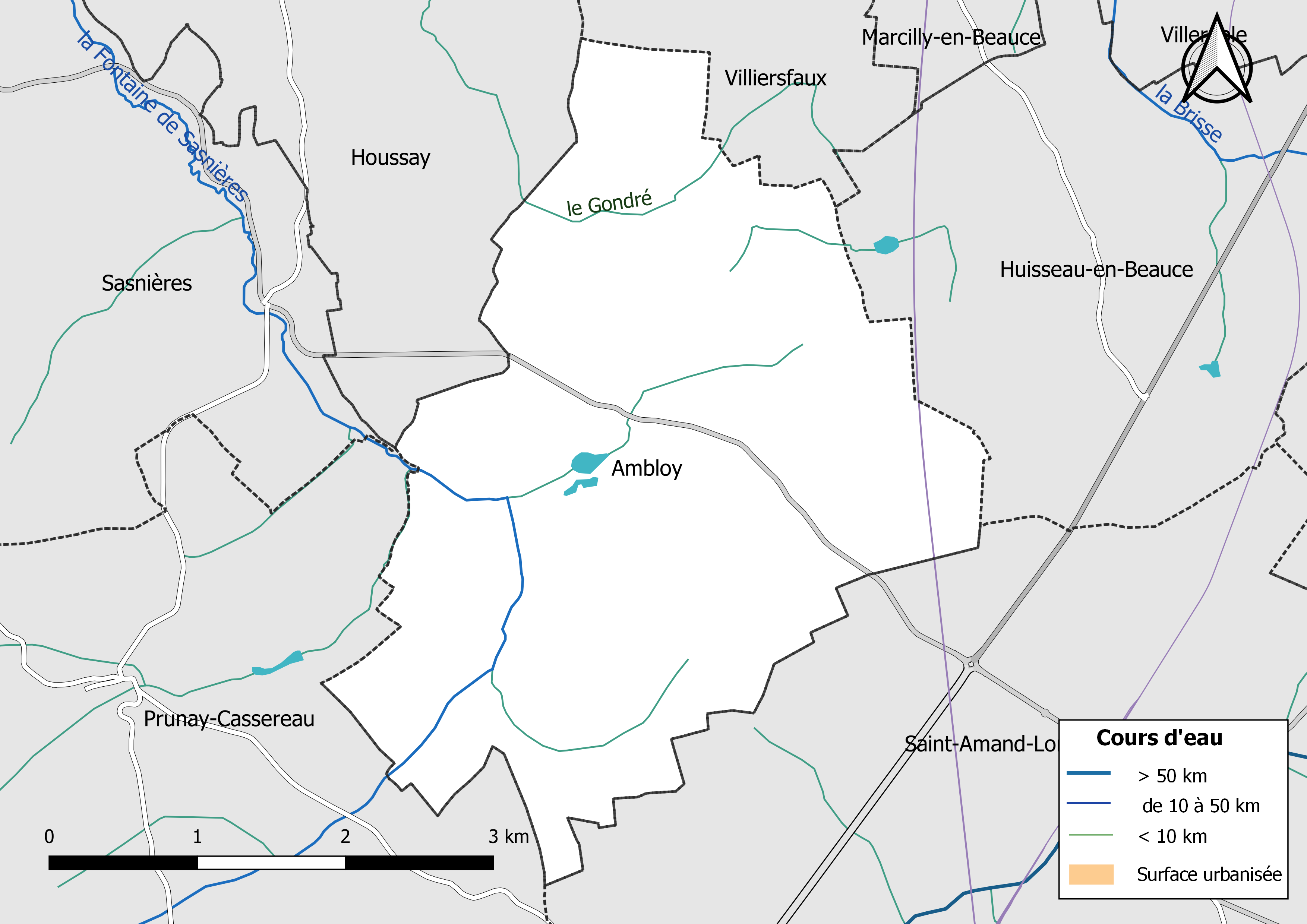
Réseau hydrographique d'Ambloy.

La commune est drainée par la Fontaine de Sasnières (2,923 km), le Gondré et par divers petits cours d'eau, constituant un réseau hydrographique de 10,35 km de longueur totale.
La Fontaine de Sasnières traverse la commune du sud-est vers le nord-ouest. D'une longueur totale de 16,3 km, elle prend sa source dans la commune de Prunay-Cassereau (Loir-et-Cher) et se jette  dans le Loir à Saint-Rimay (Loir-et-Cher), après avoir traversé 5 communes. Sur le plan piscicole, ce cours d'eau est classé en deuxième catégorie, où le peuplement piscicole dominant est constitué de poissons blancs (cyprinidés) et de carnassiers (brochet, sandre et perche).

### Climat
Pour des articles plus généraux, voir Climat du Centre-Val de Loire et Climat de Loir-et-Cher.
En 2010, le climat de la commune est de type climat océanique dégradé des plaines du Centre et du Nord, selon une étude du CNRS s'appuyant sur une série de données couvrant la période 1971-2000. En 2020, Météo-France publie une typologie des climats de la France métropolitaine dans laquelle la commune est exposée à un climat océanique altéré et est dans la région climatique Moyenne vallée de la Loire, caractérisée par une bonne insolation (1 850 h/an) et un été peu pluvieux.
Pour la période 1971-2000, la température annuelle moyenne est de 11,2 °C, avec une amplitude thermique annuelle de 15,1 °C. Le cumul annuel moyen de précipitations est de 670 mm, avec 10,7 jours de précipitations en janvier et 7,1 jours en juillet. Pour la période 1991-2020, la température moyenne annuelle observée sur la station météorologique de Météo-France la plus proche, sur la commune de Saunay à 12 km à vol d'oiseau, est de 12,0 °C et le cumul annuel moyen de précipitations est de 657,3 mm,. Pour l'avenir, les paramètres climatiques de la commune estimés pour 2050 selon différents scénarios d'émission de gaz à effet de serre sont consultables sur un site dédié publié par Météo-France en novembre 2022.

### Milieux naturels et biodiversité
Aucun espace naturel présentant un intérêt patrimonial n'est recensé sur la commune dans l'inventaire national du patrimoine naturel,,.

## Urbanisme

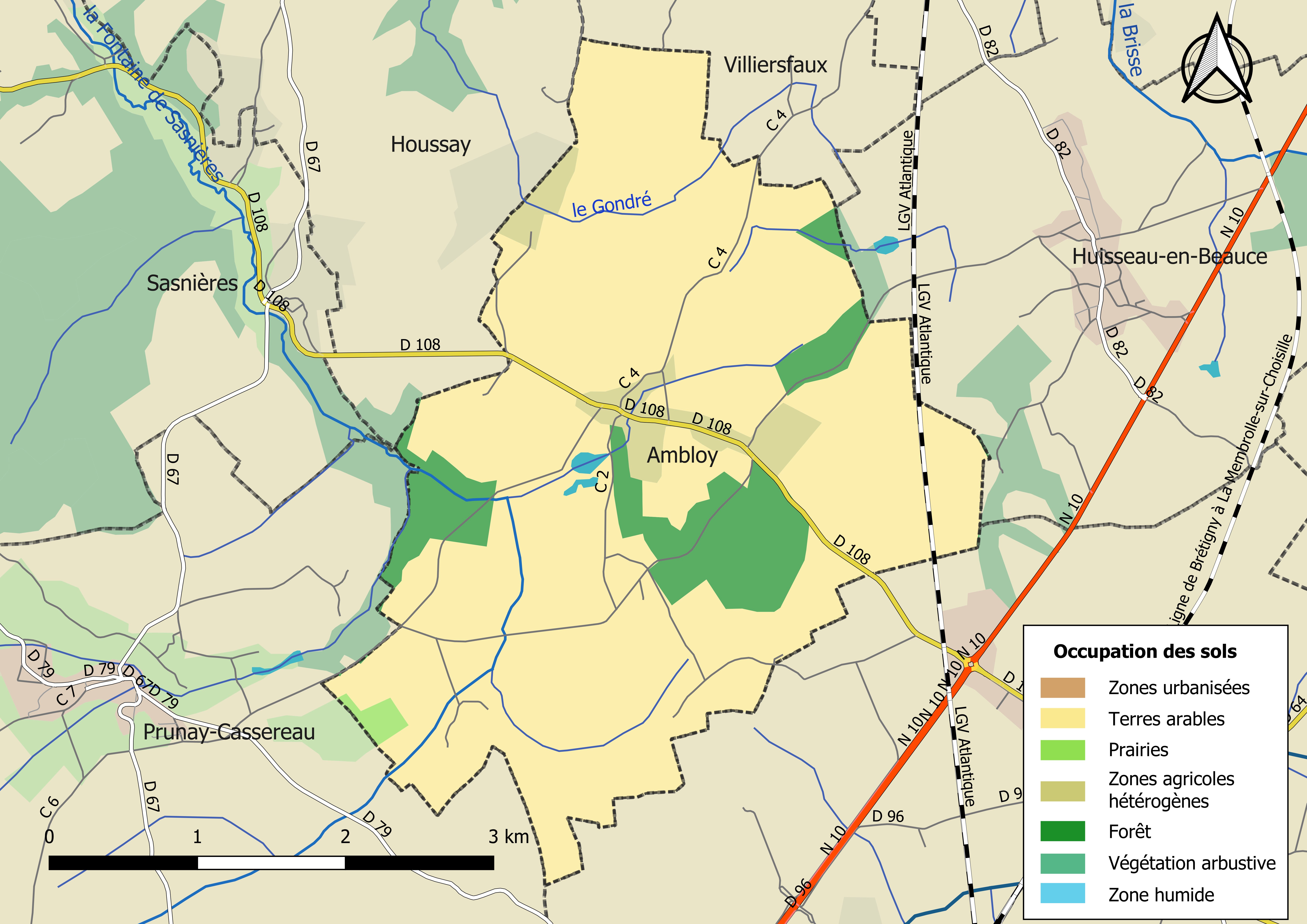
Infrastructures et occupation des sols de la commune d'Ambloy.

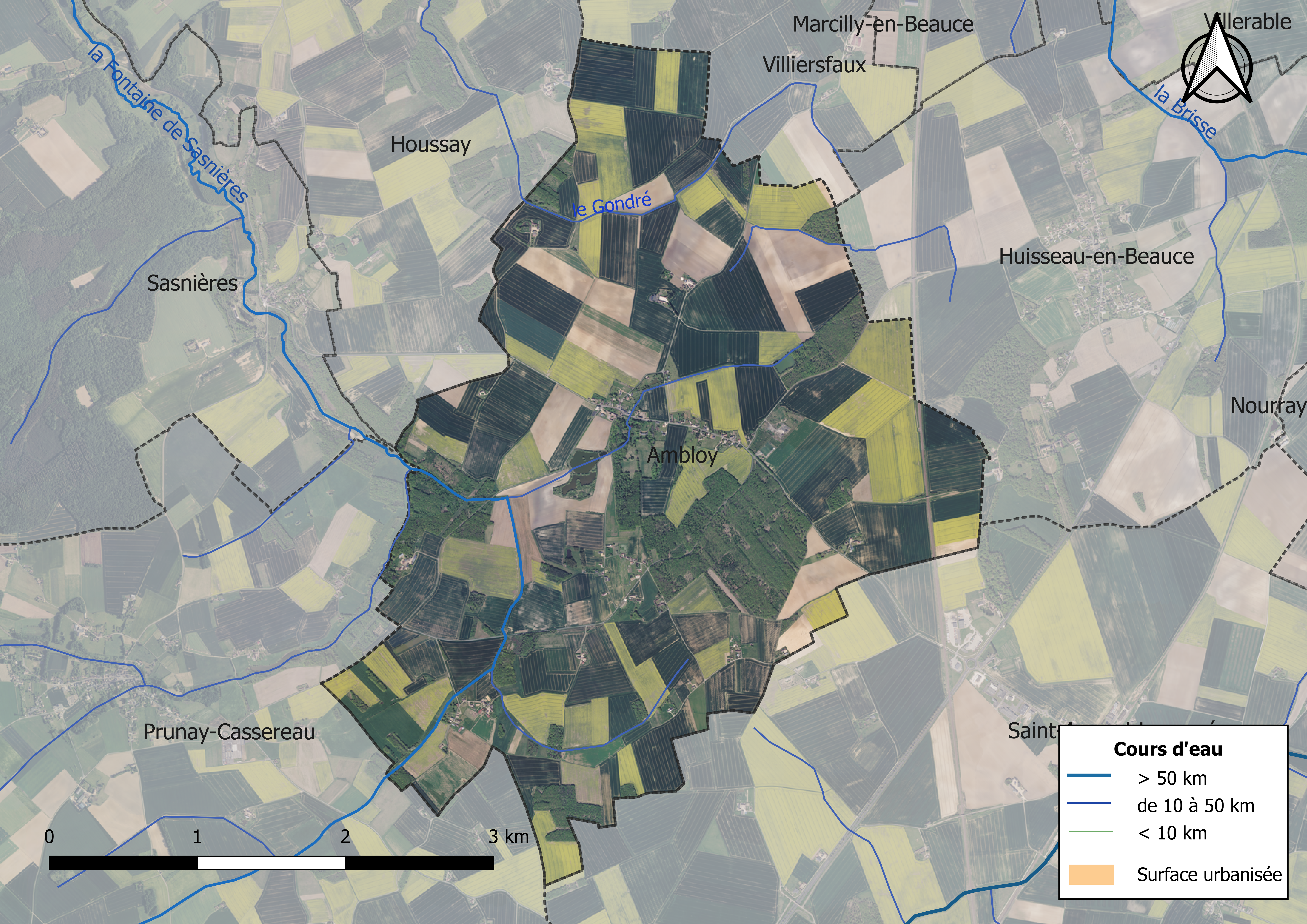
Ortho-photo aérienne de la commune d'Ambloy.

### Typologie
Au 1er janvier 2024, Ambloy est catégorisée commune rurale à habitat dispersé, selon la nouvelle grille communale de densité à sept niveaux définie par l'Insee en 2022.
Elle est située hors unité urbaine. Par ailleurs la commune fait partie de l'aire d'attraction de Vendôme, dont elle est une commune de la couronne,. Cette aire, qui regroupe 57 communes, est catégorisée dans les aires de moins de 50 000 habitants,.

### Occupation des sols
L'occupation des sols est marquée par l'importance des espaces agricoles et naturels (100 %). La répartition détaillée ressortant de la base de données européenne d'occupation biophysique des sols Corine Land Cover millésimée 2012 est la suivante : 
terres arables (83,9 %), 
zones agricoles hétérogènes (4,5 %), 
prairies (0,7 %), 
forêts (10,9 %).

### Planification
La loi SRU du 13 décembre 2000 a incité fortement les communes à se regrouper au sein d'un établissement public, pour déterminer les partis d'aménagement de l'espace au sein d'un SCoT, un document essentiel d'orientation stratégique des politiques publiques à une grande échelle. La commune est dans le territoire du  SCOT des Territoires du Grand Vendômois, approuvé en 2006 et dont la révision a été prescrite en 2017, pour tenir compte de l'élargissement de périmètre,.
En matière de planification, la commune, en 2017, avait engagé l'élaboration d'un plan local d'urbanisme. Par ailleurs, à la suite de la loi ALUR (loi pour l'accès au logement et un urbanisme rénové) de mars 2014, un plan local d'urbanisme intercommunal couvrant le territoire de la communauté d'agglomération Territoires Vendômois a été prescrit le 14 décembre 2015.

### Risques majeurs
Le territoire communal d'Ambloy est vulnérable à différents aléas naturels :  climatiques (hiver exceptionnel ou canicule), mouvements de terrains ou sismique (sismicité très faible). 
Il est également exposé à un risque technologique :  le transport de matières dangereuses,.

#### Risques naturels
Les mouvements de terrains susceptibles de se produire sur la commune sont liés au retrait-gonflement des argiles. Le phénomène de retrait-gonflement des argiles est la conséquence d'un changement d'humidité des sols argileux. Les argiles sont capables de fixer l'eau disponible mais aussi de la perdre en se rétractant en cas de sécheresse. Ce phénomène peut provoquer des dégâts très importants sur les constructions (fissures, déformations des ouvertures) pouvant rendre inhabitables certains locaux. La carte de zonage de cet aléa peut être consultée sur le site de l'observatoire national des risques naturels Georisques.

#### Risques technologiques
Le risque de transport de marchandises dangereuses sur la commune est lié à sa traversée par une canalisation de transport de gaz. Un accident se produisant sur une telle infrastructure est en effet susceptible d'avoir des effets graves au bâti ou aux personnes jusqu'à 350 m, selon la nature du matériau transporté. Des dispositions d'urbanisme peuvent être préconisées en conséquence.

## Toponymie
Selon Denis Jeanson, auteur d'un dictionnaire de toponymie de la région Centre-Val de Loire, Ambloy viendrait du bas latin Amalocia. Amalusta et le suffixe -etum, employé généralement pour former des substantifs à sens collectif, dérivés d'un nom de végétal, principalement des noms d'arbres et d'arbustes, auraient donné amalocietum, à savoir un lieu où abonde la camomille ou un lieu planté de camomille. Le nom pourrait aussi venir de l'ancien français abloy = grains, céréales, blé (FEW, XV(1), 132a), avec attraction de amblaer = ensemencer.
Les principaux hameaux de la commune sont : Beauchêne, la Boulaye, les Bouquets, le Bourg Joly, les Joncières, Merville, Profonde et Villaine.
Beauchêne renvoie au caractère particulier de la végétation, bien qu'il puisse s'agir d'un arbre isolé ou d'un « beau bouquet de chênes ».
Merville apparaît dès le XIe siècle sous la forme Villa Maras, Villemalast, Villa Malardi, Villemalart, XIe s. (Cartulaire Vendômois de Marmoutier, charte 63, 112, 116bis, 116ter,171, 174). Marville est rencontré au XVIIIe siècle dans la carte de Cassini puis est stabilisé : Merville, 1835 (Cadastre) ; Merville, 1937 (Cadastre). Merville vient du bas latin, comparatif de minus= plus petit, et villa = domaine rural.

## Histoire

### Révolution française et Empire

#### Nouvelle organisation territoriale
Le décret de l'Assemblée nationale du 12 novembre 1789 décrète qu'« il y aura une municipalité dans chaque ville, bourg, paroisse ou communauté de campagne », mais ce n'est qu'avec le décret de la Convention nationale du 10 brumaire an II (31 octobre 1793) que la paroisse d'Ambloy devient formellement « commune d'Ambloy».
En 1790, dans le cadre de la création des départements, la municipalité est rattachée au canton de Saint Amand et au district de Vendôme. Les cantons sont supprimés, en tant que découpage administratif, par une loi du 26 juin 1793, et ne conservent qu'un rôle électoral, permettant l'élection des électeurs du second degré chargés de désigner les députés,. La Constitution du 5 fructidor an III, appliquée à partir de vendémiaire an IV (1795) supprime les districts, considérés comme des rouages administratifs liés à la Terreur, mais maintient les cantons qui acquièrent dès lors plus d'importance en retrouvant une fonction administrative. Enfin, sous le Consulat, un redécoupage territorial visant à réduire le nombre de justices de paix ramène le nombre de cantons en Loir-et-Cher de 33 à 24. Ambloy est alors rattachée au canton de Saint-Amand et à l'arrondissement de Vendôme par arrêté du 5 vendémiaire an X (26 septembre 1801),,. Cette organisation va rester inchangée pendant près de 150 ans.

## Politique et administration

### Découpage territorial
La commune d'Ambloy est membre de la communauté d'agglomération Territoires Vendômois, un établissement public de coopération intercommunale (EPCI) à fiscalité propre créé le 1er janvier 2017.
Elle est rattachée sur le plan administratif à l'arrondissement de Vendôme. Sur le plan électoral, elle dépend du canton de Montoire-sur-le-Loir depuis 2015 pour l'élection des conseillers départementaux et de la troisième circonscription de Loir-et-Cher pour les élections législatives. La commune est en outre rattachée au département de Loir-et-Cher et à la région Centre-Val de Loire, à la fois circonscriptions administratives de l'État et collectivités territoriales.

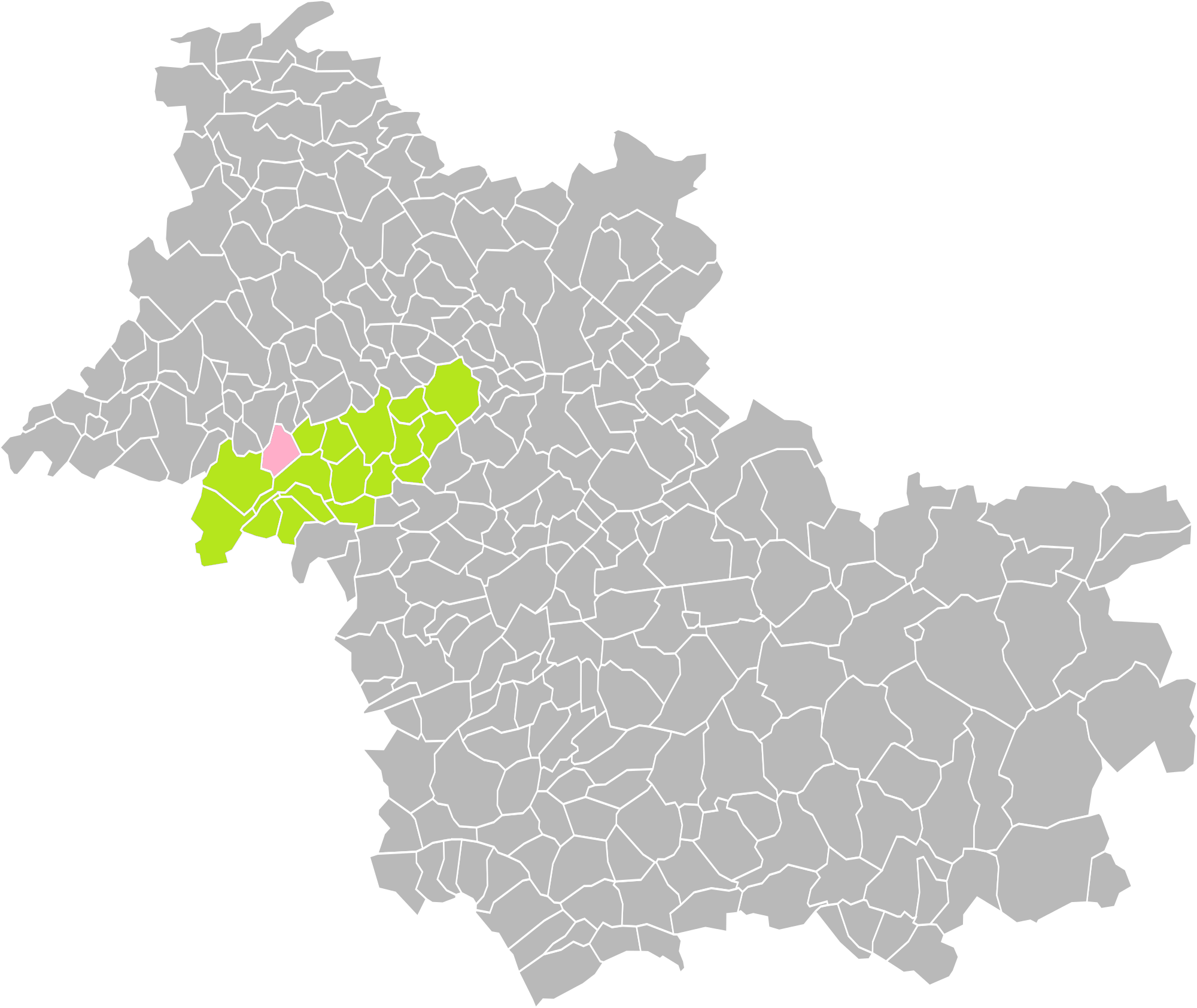
Ambloy dans l'intercommunalité en 2016.
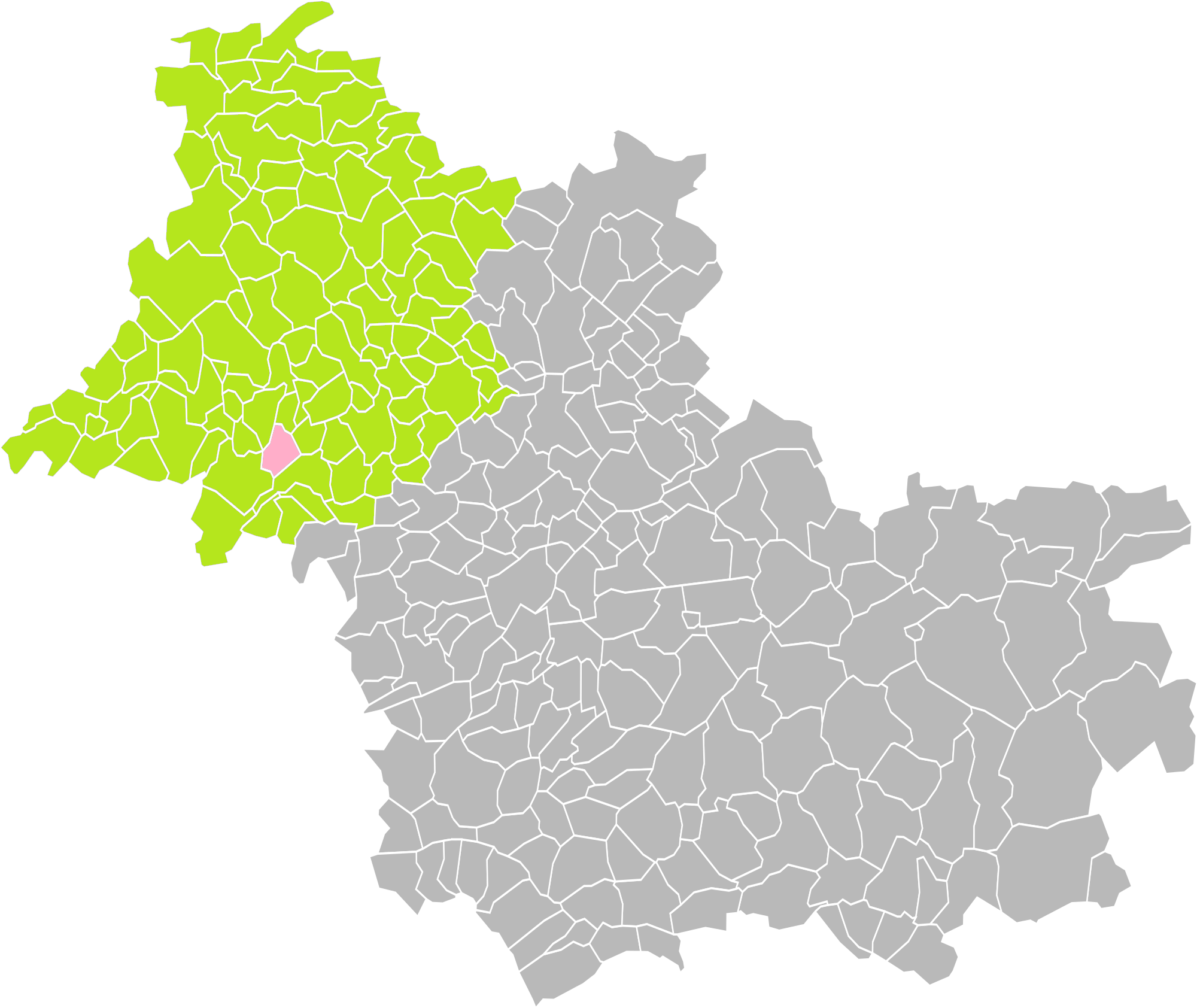
Ambloy dans l'arrondissement de rattachement en 2016.
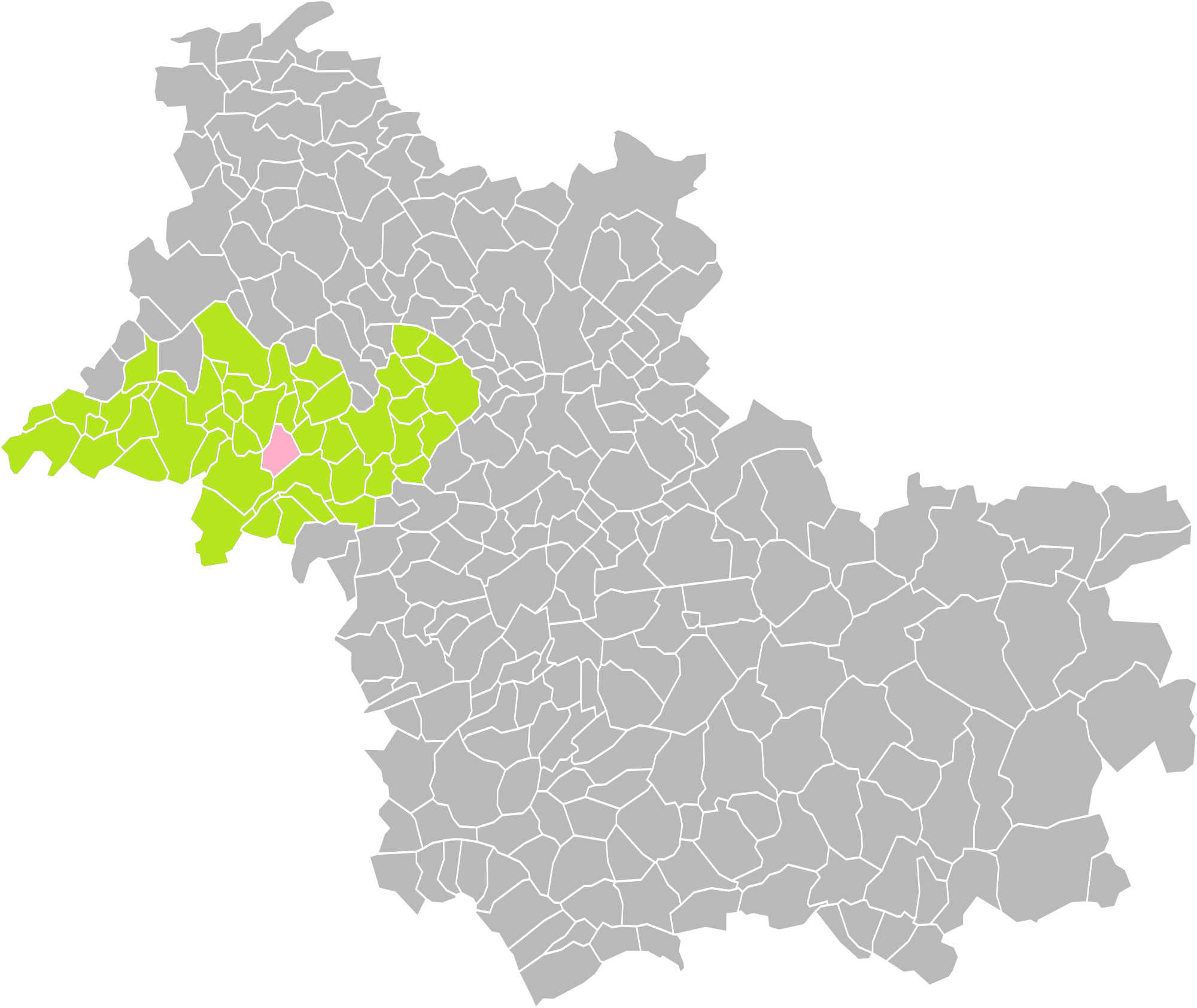
Ambloy dans le canton de rattachement en 2016.

### Élections municipales et communautaires

#### Élections de 2020
Le conseil municipal d'Ambloy, commune de moins de 1 000 habitants, est élu au scrutin majoritaire plurinominal à deux tours avec listes ouvertes et panachage. Compte tenu de la population communale, le nombre de sièges à pourvoir lors des élections municipales de 2020 est de 11. La totalité des onze candidats en lice est élue dès le premier tour, le 15 mars 2020, avec un taux de participation de 61,04 %. Jean-René Richer, maire sortant, est réélu pour un deuxième mandat le 25 mai 2020, mais il est décédé le 28 mai.
Dans les communes de moins de 1 000 habitants, les conseillers communautaires sont désignés parmi les conseillers municipaux élus en suivant l’ordre du tableau (maire, adjoints puis conseillers municipaux) et dans la limite du nombre de sièges attribués à la commune au sein du conseil communautaire. Un siège étant attribué à la commune au sein de la Communauté d'agglomération Territoires Vendômois, c'est le maire, Jean-René Richer, qui représente la commune au conseil communautaire.

## Équipements et services

### Eau et assainissement
L'organisation de la distribution de l'eau potable, de la collecte et du traitement des eaux usées et pluviales relève des communes. La compétence eau et assainissement des communes est un service public industriel et commercial (SPIC).

#### Alimentation en eau potable
Le service d'eau potable comporte trois grandes étapes : le captage, la potabilisation et la distribution d'une eau potable conforme aux normes de qualité fixées pour protéger la santé humaine. La commune est membre du Syndicat intercommunal d'adduction d'eau potable du Gondre qui assure le service en le délégant à une entreprise privée, Suez, dont le contrat arrive à échéance le 31 décembre 2028.

#### Assainissement des eaux usées
En 2019, la commune d'Ambloy ne dispose pas d'assainissement collectif.
L'assainissement non collectif (ANC) désigne les installations individuelles de traitement des eaux domestiques qui ne sont pas desservies par un réseau public de collecte des eaux usées et qui doivent en conséquence traiter elles-mêmes leurs eaux usées avant de les rejeter dans le milieu naturel. La communauté d'agglomération Territoires Vendômois assure pour le compte de la commune le service public d'assainissement non collectif (SPANC), qui a pour mission de vérifier la bonne exécution des travaux de réalisation et de réhabilitation, ainsi que le bon fonctionnement et l'entretien des installations.

### Sécurité, justice et secours
La sécurité de la commune est assurée par la brigade de gendarmerie nationale de Saint-Amand-Longpré qui dépend du groupement de gendarmerie départementale de Loir-et-Cher installé à Blois.
En matière de justice, Ambloy relève du conseil de prud'hommes de Blois, de la Cour d'appel d'Orléans (juridiction de Blois), de la Cour d'assises de Loir-et-Cher, du tribunal administratif de Blois, du tribunal de commerce de Blois et du tribunal judiciaire de Blois.

## Population et société

### Démographie

#### Évolution démographique
L'évolution du nombre d'habitants est connue à travers les recensements de la population effectués dans la commune depuis 1793. Pour les communes de moins de 10 000 habitants, une enquête de recensement portant sur toute la population est réalisée tous les cinq ans, les populations de référence des années intermédiaires étant quant à elles estimées par interpolation ou extrapolation. Pour la commune, le premier recensement exhaustif entrant dans le cadre du nouveau dispositif a été réalisé en 2004.

En 2022, la commune comptait 187 habitants, en évolution de +2,75 % par rapport à 2016 (Loir-et-Cher : −1,15 %, France hors Mayotte : +2,11 %).
| 1793 | 1800 | 1806 | 1821 | 1831 | 1836 | 1841 | 1846 | 1851 |
| ---- | ---- | ---- | ---- | ---- | ---- | ---- | ---- | ---- |
| 261  | 269  | 259  | 258  | 268  | 264  | 273  | 284  | 266  |

| 1856 | 1861 | 1866 | 1872 | 1876 | 1881 | 1886 | 1891 | 1896 |
| ---- | ---- | ---- | ---- | ---- | ---- | ---- | ---- | ---- |
| 258  | 270  | 296  | 271  | 288  | 291  | 293  | 300  | 321  |

| 1901 | 1906 | 1911 | 1921 | 1926 | 1931 | 1936 | 1946 | 1954 |
| ---- | ---- | ---- | ---- | ---- | ---- | ---- | ---- | ---- |
| 287  | 272  | 257  | 306  | 281  | 291  | 286  | 270  | 253  |

| 1962 | 1968 | 1975 | 1982 | 1990 | 1999 | 2004 | 2006 | 2009 |
| ---- | ---- | ---- | ---- | ---- | ---- | ---- | ---- | ---- |
| 258  | 212  | 185  | 182  | 166  | 155  | 152  | 154  | 184  |

| 2014 | 2019 | 2022 | - | - | - | - | - | - |
| ---- | ---- | ---- | - | - | - | - | - | - |
| 182  | 191  | 187  | - | - | - | - | - | - |

#### Pyramide des âges
En 2018, le taux de personnes d'un âge inférieur à 30 ans s'élève à 27,8 %, soit en dessous de la moyenne départementale (31,3 %). À l'inverse, le taux de personnes d'âge supérieur à 60 ans est de 25,6 % la même année, alors qu'il est de 31,6 % au niveau départemental.
En 2018, la commune comptait 97 hommes pour 91 femmes, soit un taux de 51,6 % d'hommes, largement supérieur au taux départemental (48,55 %).
Les pyramides des âges de la commune et du département s'établissent comme suit.
| Hommes | Classe d’âge | Femmes |
| ------ | ------------ | ------ |
| 2,0    | 90 ou +      | 0,0    |
| 7,1    | 75-89 ans    | 10,9   |
| 17,2   | 60-74 ans    | 14,1   |
| 27,3   | 45-59 ans    | 30,4   |
| 17,2   | 30-44 ans    | 18,5   |
| 11,1   | 15-29 ans    | 9,8    |
| 18,2   | 0-14 ans     | 16,3   |

| Hommes | Classe d’âge | Femmes |
| ------ | ------------ | ------ |
| 1,1    | 90 ou +      | 2,6    |
| 9,2    | 75-89 ans    | 11,9   |
| 19,7   | 60-74 ans    | 20,4   |
| 20,7   | 45-59 ans    | 20     |
| 16,5   | 30-44 ans    | 16,2   |
| 15,2   | 15-29 ans    | 13,2   |
| 17,6   | 0-14 ans     | 15,7   |

## Économie

### Secteurs d'activité
Le tableau ci-dessous détaille le nombre d'entreprises implantées à Ambloy selon leur secteur d'activité et le nombre de leurs salariés :
|                                                              | total | % com (% dep) | 0 salarié | 1 à 9 salarié(s) | 10 à 19 salariés | 20 à 49 salariés | 50 salariés ou plus |
| ------------------------------------------------------------ | ----- | ------------- | --------- | ---------------- | ---------------- | ---------------- | ------------------- |
| Ensemble                                                     | 11    | 100,0 (100)   | 9         | 2                | 0                | 0                | 0                   |
| Agriculture, sylviculture et pêche                           | 4     | 36,4 (11,8)   | 3         | 1                | 0                | 0                | 0                   |
| Industrie                                                    | 0     | 0,0 (6,5)     | 0         | 0                | 0                | 0                | 0                   |
| Construction                                                 | 1     | 9,1 (10,3)    | 1         | 0                | 0                | 0                | 0                   |
| Commerce, transports, services divers                        | 5     | 45,5 (57,9)   | 5         | 0                | 0                | 0                | 0                   |
| dont commerce et réparation automobile                       | 3     | 27,3 (17,5)   | 3         | 0                | 0                | 0                | 0                   |
| Administration publique, enseignement, santé, action sociale | 1     | 9,1 (13,5)    | 0         | 1                | 0                | 0                | 0                   |
| Champ : ensemble des activités.                              |       |               |           |                  |                  |                  |                     |

Le secteur du commerce, transports et services divers est prépondérant sur la commune (5 entreprises sur 11) néanmoins le secteur agricole reste important puisqu'en proportions (36,4 %), il est plus important qu'au niveau départemental (11,8 %).
Sur les 11 entreprises implantées à Ambloy en 2016, 9 ne font appel à aucun salarié  et 2 comptent 1 à 9 salariés.
Au 1er juillet 2017, la commune est classée en zone de revitalisation rurale (ZRR), un dispositif visant à aider le développement des territoires ruraux principalement à travers des mesures fiscales et sociales. Des mesures spécifiques en faveur du développement économique s'y appliquent également.

### Agriculture
En 2010, l'orientation technico-économique de l'agriculture sur la commune est la culture de céréales et d'oléoprotéagineux (COP). Le département a perdu près d'un quart de ses exploitations en 10 ans, entre 2000 et 2010 (c'est le département de la région Centre-Val de Loire qui en compte le moins). Cette tendance se retrouve également au niveau de la commune où le nombre d'exploitations est passé de 16 en 1988 à 10 en 2000 puis à 8 en 2010. Parallèlement, la taille de ces exploitations augmente, passant de 51 ha en 1988 à 98 ha en 2010. 
Le tableau ci-dessous présente les principales caractéristiques des exploitations agricoles d'Ambloy, observées sur une période de 22 ans : 
|                                      | 1988                 | 2000                 | 2010                 |
| Dimension économique                 | Dimension économique | Dimension économique | Dimension économique |
| ------------------------------------ | -------------------- | -------------------- | -------------------- |
| Nombre d'exploitations (u)           | 16                   | 10                   | 8                    |
| Travail (UTA)                        | 25                   | 14                   | 10                   |
| Surface agricole utilisée (ha)       | 810                  | 832                  | 782                  |
| Cultures                             |                      |                      |                      |
| Terres labourables (ha)              | 769                  | 786                  | 774                  |
| Céréales (ha)                        | 534                  | 556                  | 486                  |
| dont blé tendre (ha)                 | 262                  | 265                  | 258                  |
| dont maïs-grain et maïs-semence (ha) | 84                   | 47                   | 47                   |
| Tournesol (ha)                       | 91                   | s                    | s                    |
| Colza et navette (ha)                | 55                   | 133                  | s                    |
| Élevage                              |                      |                      |                      |
| Cheptel (UGBTA)                      | 176                  | 77                   | 5                    |

#### Produits labellisés

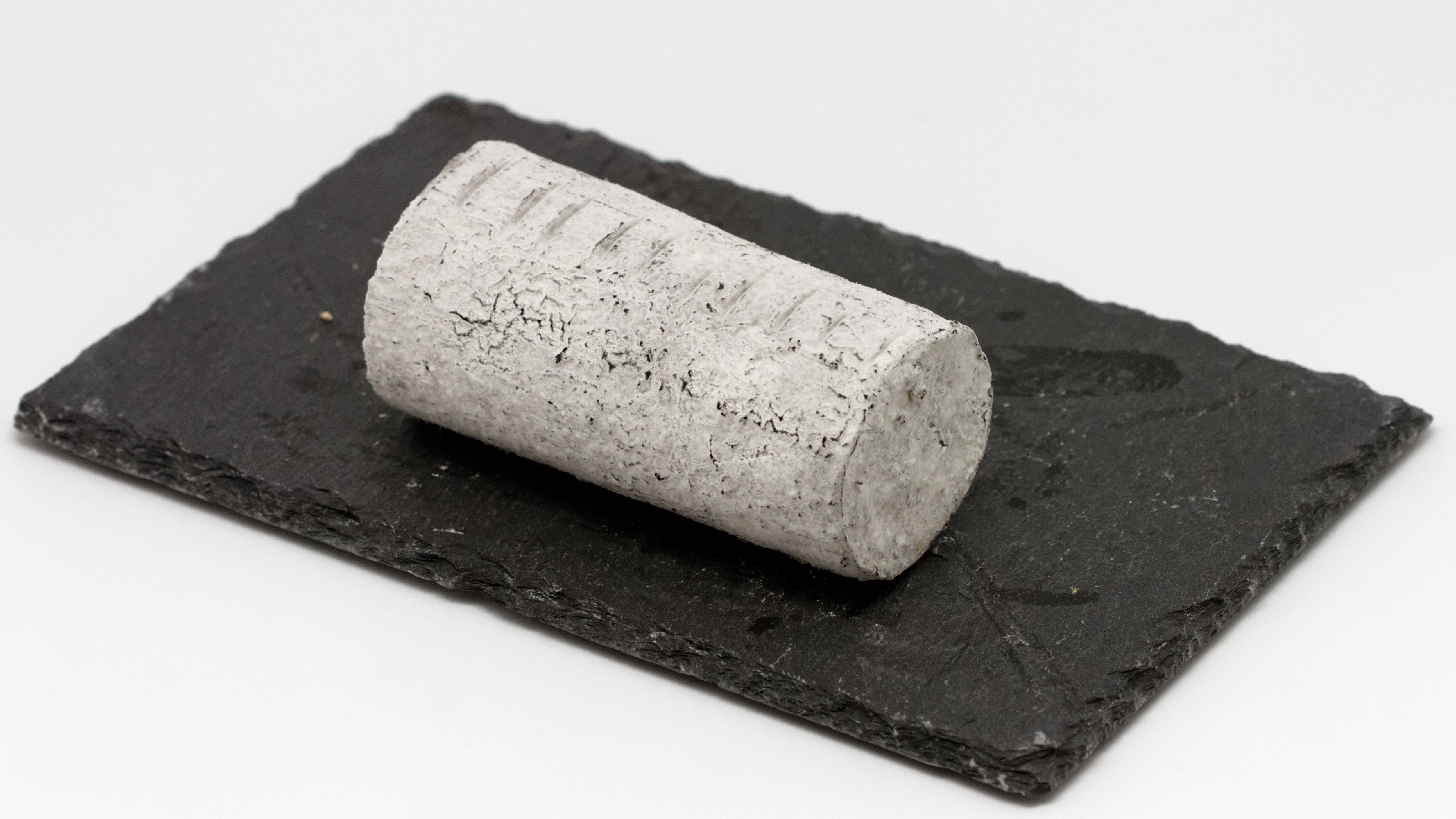
Sainte-maure-de-touraine.

La commune d'Ambloy est située dans l'aire de l'appellation d'origine protégée (AOP) d'un produit : un fromage (le Sainte-maure-de-touraine).
Le territoire de la commune est également intégré aux aires de productions de divers produits bénéficiant d'une indication géographique protégée (IGP) : les rillettes de Tours, le vin Val-de-loire, les volailles de l’Orléanais et les volailles du Maine,.

## Culture locale et patrimoine

### Lieux et monuments

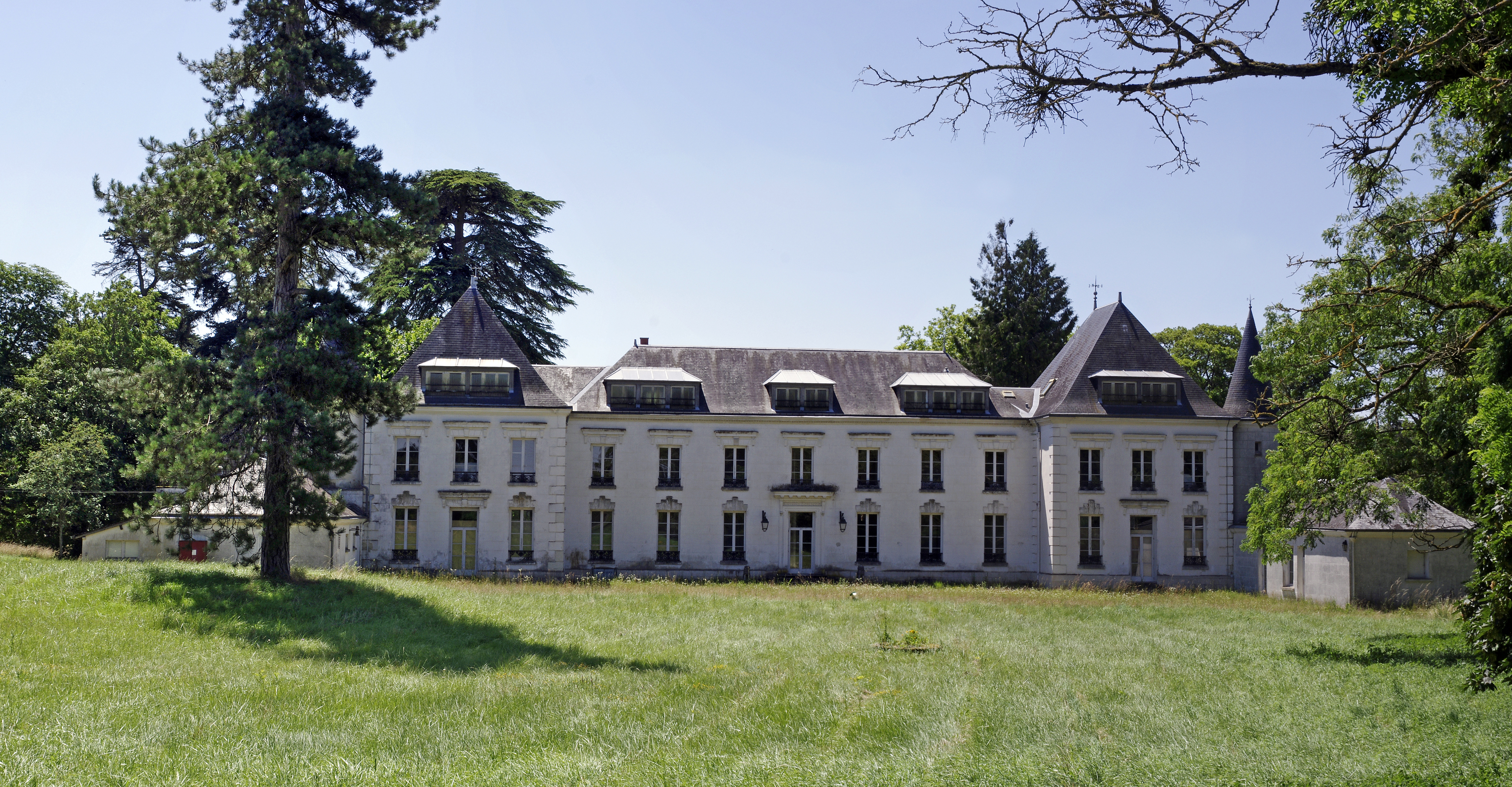
Le château d'Ambloy

- Deux objets classés au titre des monuments historiques se trouvent dans l'église Saint-Martin d'Ambloy[87] : une cloche en bronze fondue par F. M. Michel en 1780[88] et un encensoir en cuivre du XVIIe siècle[88].
- Château d'Ambloy, du XVIIIe siècle[89], qui fut la propriété de Georges-Jacob Merzbach puis de son fils, Charles Merzbach.

### Héraldique
|  | Les armoiries d'Ambloy se blasonnent ainsi : Divisé en chevrons : au premier de gueules aux deux fleurs de lys d'argent, au second d'argent à la tête de lion arrachée de sable couronnée de gueules ; au chevron échiqueté d'or et d'azur brochant sur la partition. Création J.P. Fernon, adoptée par délibération municipale du 2 février 1998. |